# Begegnungen am Ende der Welt
Begegnungen am Ende der Welt ist ein 2007 gedrehter Dokumentarfilm von Werner Herzog. Der Film erzählt von Menschen und Orten in der Antarktis und feierte seine Welturaufführung am 1. September 2007 auf dem Telluride Film Festival.

## Inhalt
Herzog und der österreichische Kameramann Peter Zeitlinger begeben sich in die Antarktis, um Menschen zu treffen, die dort leben und arbeiten, sowie einige besonders bemerkenswerte Orte des Kontinents aufzusuchen. Gestartet wird an der McMurdo-Station an der Südspitze der Ross-Insel. Weitere Ziele sind unter anderem die original bewahrte Station von Ernest Shackleton, der Südpol und der Mount Erebus.

## Kritik
Der Film wurde von Kritikern überdurchschnittlich gut aufgenommen. So schrieb etwa der US-amerikanische Filmkritiker Roger Ebert: „Ein Gedicht von sonderbarer Schönheit. Herzog ist ein einzigartiger Filmemacher; sein Film entführt uns in eine Welt, erheblich größer und wunderlicher als unsere eigene. Allein die Unterwasseraufnahmen hätten dem Film genügt, aber er bietet so viel mehr.“ Das Branchenblatt Variety sprach von „Herzogs bestem Film“, der „Genuss in Reinform“ biete.

## Auszeichnungen
Werner Herzogs Film war bei der 81. Oscarverleihung im Jahr 2009 für den Dokumentarfilm-Preis nominiert, hatte aber gegenüber James Marshs Man on Wire das Nachsehen. Weitere Nominierungen folgten bei den amerikanischen Gotham Awards, Independent Spirit Awards und Satellite Awards.